# Lago Hodgson
El lago Hodgson es un lago de agua dulce cubierto de hielo perenne, de unos 2 km de largo por unos 1,5 km de ancho. Se encuentra en la parte sur de la Isla Alexander, al oeste de la Tierra de Palmer en la Antártida, aproximadamente a 72° de latitud sur y 68° de longitud oeste. Este lago tiene una profundidad de agua de 93,4 m (306 pies) que se encuentra sellada bajo una capa de hielo perenne de 3,6 a 4,0 m (12 a 13 pies) de espesor. Es un  lago ultra oligotrófico con muy bajo contenido de nutrientes y muy baja productividad y no hay vida detectable en él. El lago se extiende hacia el este hasta George VI Sound y la Plataforma de hielo George VI, haciéndolo adyacente al mismo. El lado norte del lago está limitado por el Glaciar Saturno, que fluye hacia el este hasta George VI Sound y está al sureste de Citadel Bastion, una montaña preeminente de la Isla Alexander.
La evidencia geomorfológica y paleolimnológica indica que el lago Hodgson había sido un lago subglacial cubierto por una capa de hielo de al menos 470 m (1.542 pies) de espesor durante el último máximo glaciar. Esta capa de hielo comenzó a reducirse hace unos 13 500 años. Finalmente se retiró del área local del Lago Hodgson y lo dejó cubierto solo por hielo perenne hace unos 11 000 años y ha estado cubierto por él desde entonces.
El Comité de Topónimos Antárticos del Reino Unido nombró al Lago Hodgson el 20 de noviembre de 2007 en honor a Dominic Hodgson, un paleolimnólogo del  British Antarctic Survey y autor principal de los informes de su descubrimiento. Aunque propuso que este lago se llamara «Lago de la Ciudadela», fue nombrado en su honor. El Dr. Hodgson confirmó la existencia de este lago durante un reconocimiento de campo el 18 de diciembre de 2000. Más tarde, en 2009, se publicaron documentos, de los cuales Dominic Hodgson es el coautor principal, sobre la limnología y paleolimnología del lago Hodgson en Quaternary Science Reviews.